# Minunatul Orinoco
Minunatul Orinoco (în franceză Le Superbe Orénoque) este un roman scris de Jules Verne, publicat în Magasin d'Éducation et de Récréation între 1 ianuarie și 15 decembrie 1898, apoi în volum pe 24 noiembrie același an.

## Povestea
Acțiunea romanului se petrece în Venezuela, de-a lungul fluviului Orinoco. Trei cercetători care au păreri diferite legate de locul din care izvorăște fluviul, pornesc în explorarea cursului său pentru a se lămuri cu privire la adevărul geografic. În această călătorie sunt însoțiți de un militar în rezervă francez și nepotul său, Jean, acesta din urmă dovedindu-se în final a fi o femeie, Jeanne. Cei doi sunt în căutarea colonelului de Kermor, plecat de acasă cu câțiva ani în urmă și pierdut într-un naufragiu.
În timpul călătoriei, grupul se mai întâlnește cu alți doi francezi, botaniștii Germain Paterne și Jacques Helloch, care studiază flora fluviului. Călătoria plină de peripeții, în timpul căreia au loc întâlniri cu bandiți și indieni sălbatici, urmărește traseul străbătut de Alexander von Humboldt. După ce supraviețuiesc uneltirilor puse la cale de spaniolul Jorres împreună cu indienii quivas, membrii grupului îl întâlnesc pe colonelul de Kermor, care se dedicase unei activități de misionariat în satele din zonă, prin activitățile sale de educare.

### Capitolele cărții
| - I - Domnul Miguel și cei doi colegi ai săi - II - Sergentul Martial și nepotul său - III - La bordul lui Simon-Bolivar - IV - Primul contact - V - Maripare și Galinetta - VI - Din insulă în insulă - VII - Între Buena Vista și Urbana - VIII - Un nor de praf la orizont - IX - Trei pirogi navighează în convoi - X - La gura râului Meta - XI - Popas în satul Atures - XII - Unele obiecții aduse de Germain Paterne - XIII - Venerarea tapirului - XIV - Chubasco - XV - San-Fernando | - I - Câteva cuvinte despre trecut - II - Prima etapă - III - Un popas de două zile la Danaco - IV - Ultimele sfaturi date de domnul Manuel Assomption - V - Boi și gimnoți - VI - Îngrijorări cumplite - VII - Tabăra de la piscul Maunoir - VIII - Tânărul indian - IX - Străbătând Sierra - X - Vadul Frascaes - XI - Misiunea Santa-Juana - XII - La drum! - XIII - Două luni la Santa-Juana - XIV - La revedere! |